# Liste der Monuments historiques in Saint-Martin-du-Bois (Gironde)
Die Liste der Monuments historiques in Saint-Martin-du-Bois (Gironde) führt die Monuments historiques in der französischen Gemeinde Saint-Martin-du-Bois auf.

## Liste der Objekte
| Bezeichnung  | Beschreibung          | Standort                       | Kennzeichnung | Schutzstatus | Datum | Bild |
| ------------ | --------------------- | ------------------------------ | ------------- | ------------ | ----- | ---- |
| Zwei Glocken | Bronze, 1661 gegossen | in der Kirche St-Martin (Lage) | PM33000731    | Classé       | 1942  |      |